# Velotte (Besançon)
Pour les articles homonymes, voir Velotte.
Velotte est un quartier de Besançon situé au sud de la ville. Avec environ 2 178 habitants en 2009, il constitue le plus petit quartier de la commune.
Ses habitants se nomment les Velottiers.

## Histoire
La paroisse de Velotte apparaît dans des textes à partir du milieu du XIe siècle. La distance du quartier avec la ville a fait qu'il a gardé son caractère périurbain et champêtre, et encore aujourd'hui : en effet, très peu de bâtiments de grande hauteur type HLM comme à Planoise ou encore à Montrapon-Fontaine-Écu ont été construits à Velotte. On compte en tout et pour tout quatre bâtiments HLM. Cependant, un nouveau secteur a émergé du quartier, durant les années 2000 : près du lieu-dit les Champs de Pierre, au débouché du vallon des Échenoz de Velotte (sud-est du quartier) une dizaine de maisons sont sorties de terre. Durant les années 1990 fut installé le stade Henri-Joran et en 2004, la maison de quartier de Velotte fut inaugurée. Chaque année au mois de septembre, un vide-grenier a lieu dans le quartier de Velotte. Velotte compte également depuis peu trois clubs : l'ASC velotte, le karaté club de Velotte, ainsi qu'un club de boxe.

## Évolution démographique
| 1999  | 2006  | 2010  | 2015  |
| ----- | ----- | ----- | ----- |
| 2 201 | 2 227 | 2 197 | 2 337 |

## Géographie
Le quartier de Velotte est le secteur le plus au sud de Besançon, avec la Chapelle des Buis. Il est situé entre Beure à l'ouest, Fontain et la Chapelle des Buis au sud et au sud-est et limitrophe des quartiers de la Grette-Butte ainsi que du centre-ville par le secteur de Mazagran.
Les principaux axes routiers sont constitués par la rue de Velotte, le chemin de la Vosselle et le chemin des journaux, ainsi que par le pont de Velotte, ouvert en 1887. Le quartier est desservi par les lignes de  TRAM T1  T2  et de  BUS 9  21  23  24  85  86  de la compagnie Ginko et peut être desservi par le transport fluvial, le Doubs traversant le quartier.

## Bâtiments et infrastructures

### Monuments et lieux intéressants
- L'église Saint-Hippolyte
- Le fort du petit Chaudanne
- Le fort de Planoise (partiellement)
- Le cimetière de Velotte
- La fontaine de Velotte
- L'écluse n° 52 du canal du Rhône au Rhin[8] avec son barrage en enrochement.
- Les jardins familiaux (au nombre de deux)
- Les forêts avec leurs nombreux sentiers aménagés qui permettent de découvrir le passé vinicole des collines de Velotte grâce aux nombreuses cabordes conservées et parfois restaurées dont certaines sont inscrites aux monuments historiques : caborde de Velotte, caborde de Chaudanne.
- Le patrimoine « ornemental » de Velotte est assez développé, un grand nombre de statuettes sont présentes aux façades des maisons, elles représentent en général des personnages de la chrétienté, comme des vierges ou des anges.
- Le foyer de la roche d'or est une institution catholique de renommée internationale. Fondé en 1950 par le Père Florin Callerand, à la demande de l'archevêque de Besançon, Mgr Dubourg, le foyer a développé une mission d'évangélisation selon le charisme des Foyers de Charité inspirés par la mystique catholique Marthe Robin. Des visiteurs y viennent de toute l'Europe pour participer à ses retraites.

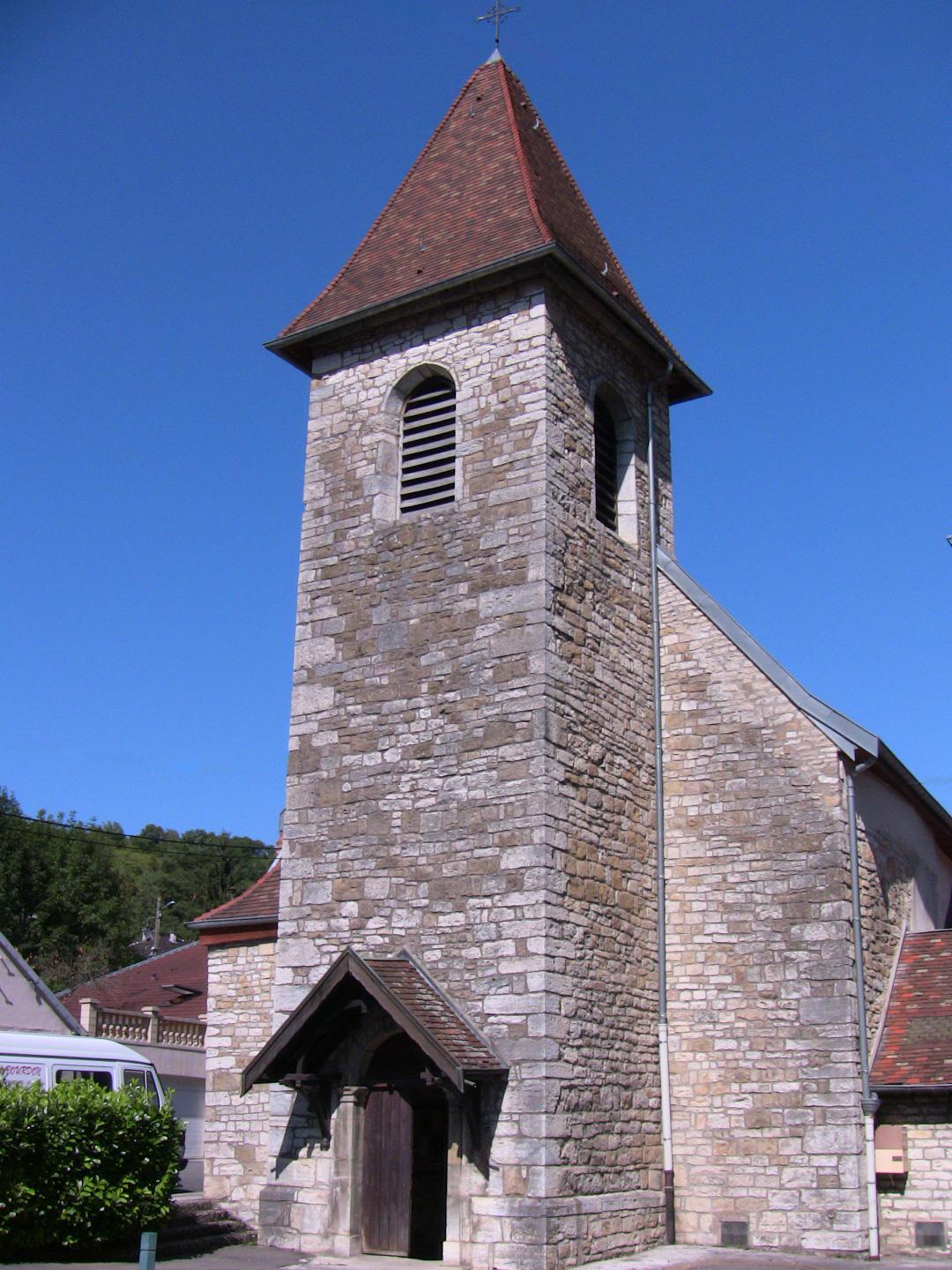
L'église Saint-Hippolyte.
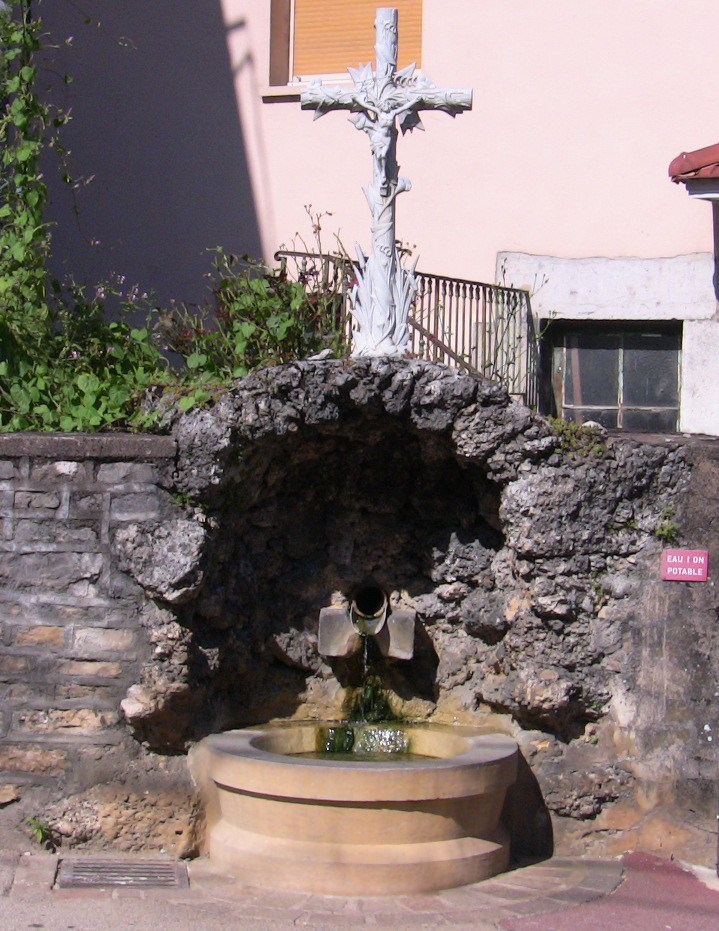
La fontaine.
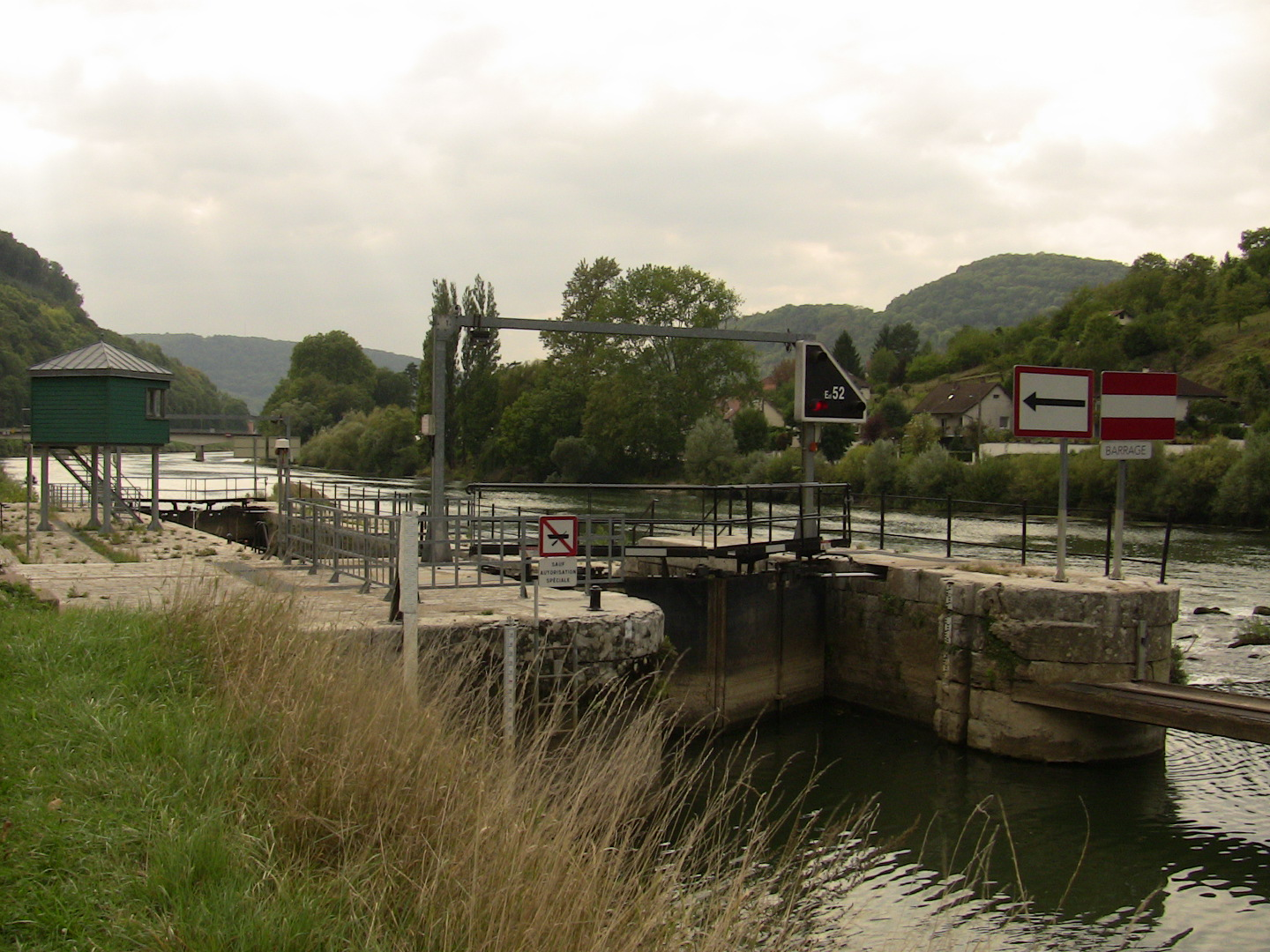
Écluse de Velotte.
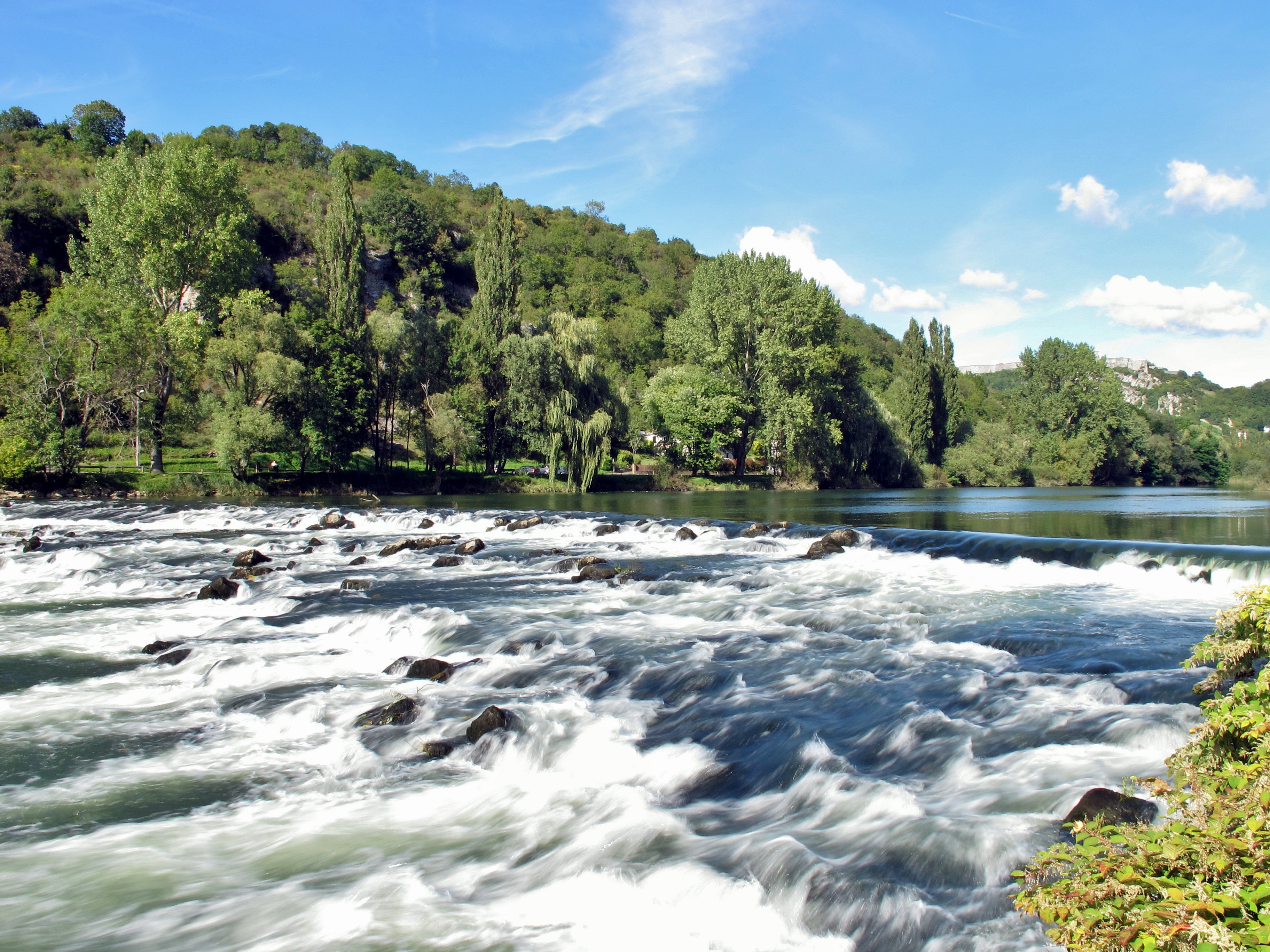
Le barrage de Velotte.
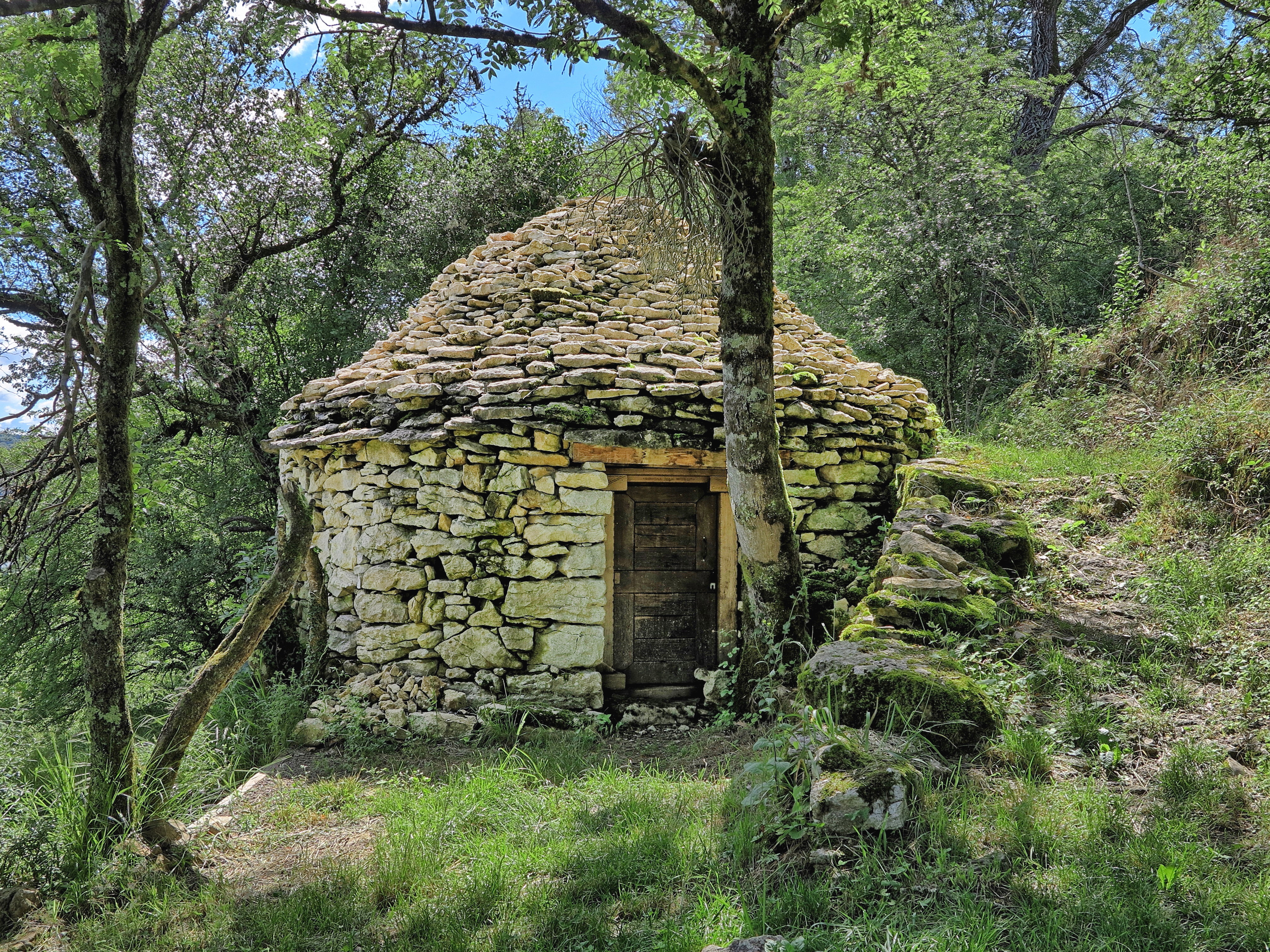
Caborde de Velotte.
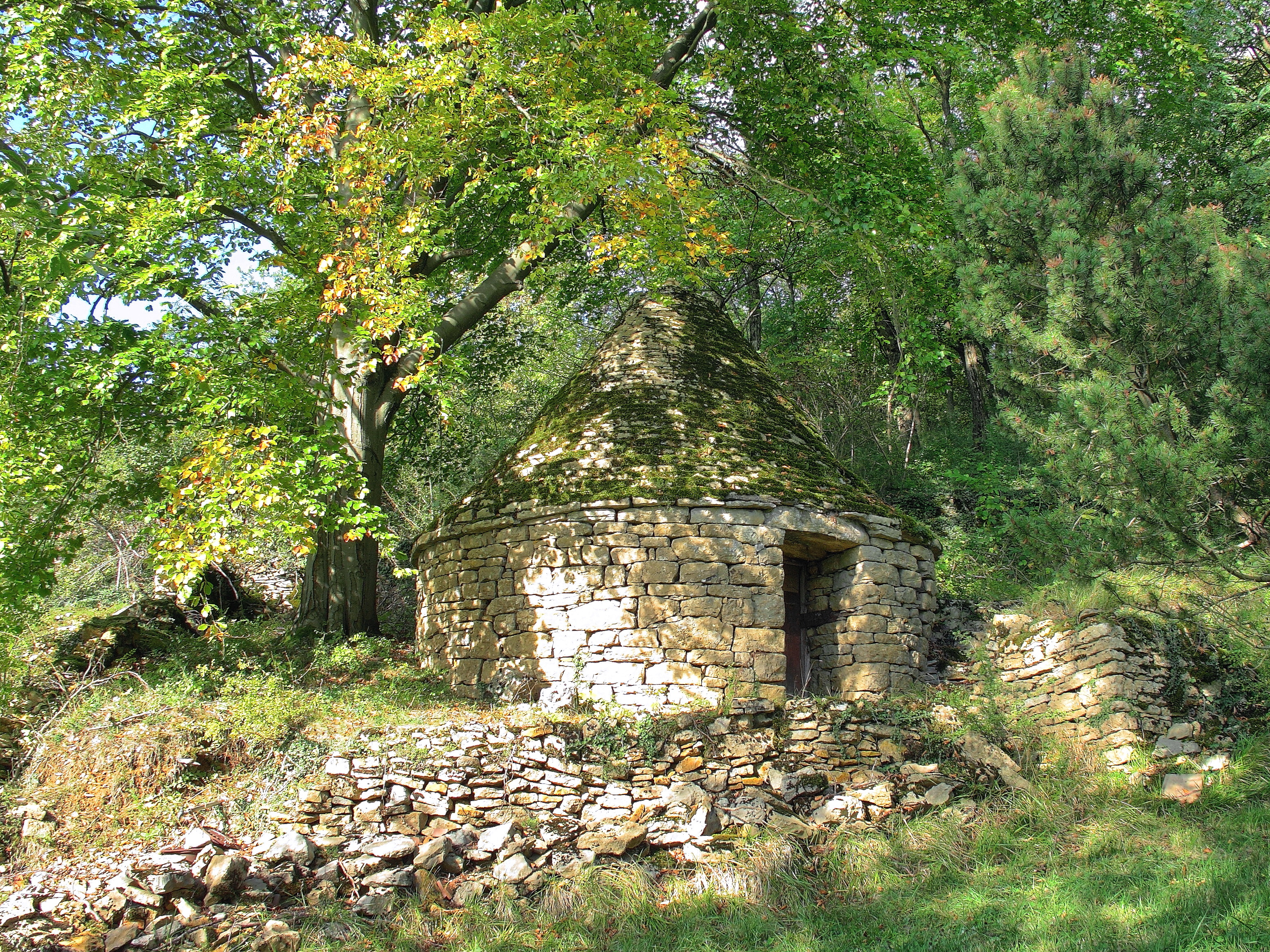
Caborde de Chaudanne.

### Enseignement
Groupe scolaire Henri-Fertet

### Bâtiments administratifs et autres

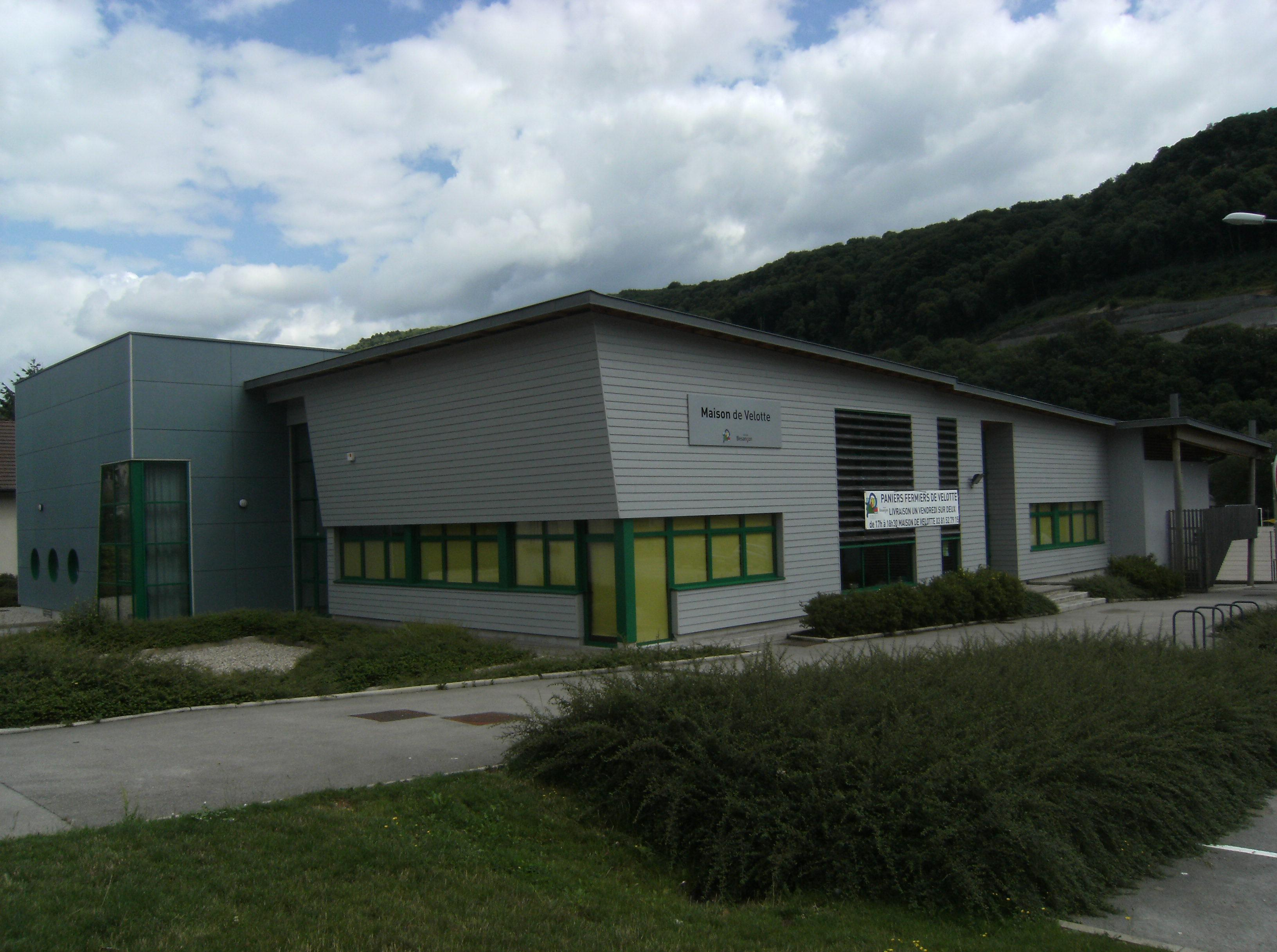
La maison de quartier de Velotte.

- le club de football L'ASC Velotte
- Le stade Henri-Joran
- La maison de quartier[9] (Le site de la maison de Velotte)
- La station d'épuration de Port Douvot
- L'usine Buhler, qui produit des biscuits depuis plus de 50 ans
- Le quartier comporte un centre de kinésithérapie, un institut médical[10] et une maison de retraite. Velotte a aussi deux médecins, une serre horticole, des chambres d'hôtes et un magasin de vente et réparation de vélos.

## Personnalités liées au quartier
- Henri Joran, fondateur du football club de Velotte, enterré dans le cimetière du quartier.
- Une rue porte le nom d'Henri Fertet, un martyr de la Résistance. Il fut fusillé, à 17 ans, le 26 septembre 1943 à la citadelle de Besançon, avec 15 autres camarades des groupes Guy Mocquet et Marius Vallet. La lettre à ses parents, instituteurs au village, peu avant son exécution est particulièrement poignante. Parmi ses décorations figurent l'insigne de Chevalier de la Légion d'honneur et la croix de Compagnon de la Libération.

## Secteurs

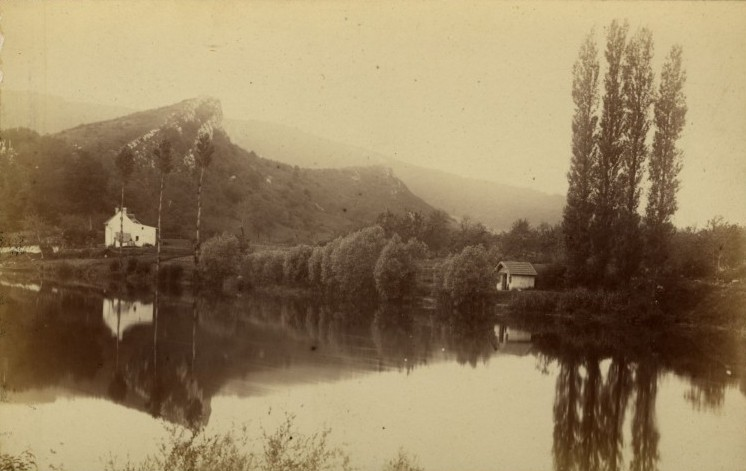
Port Douvot (au XIX).

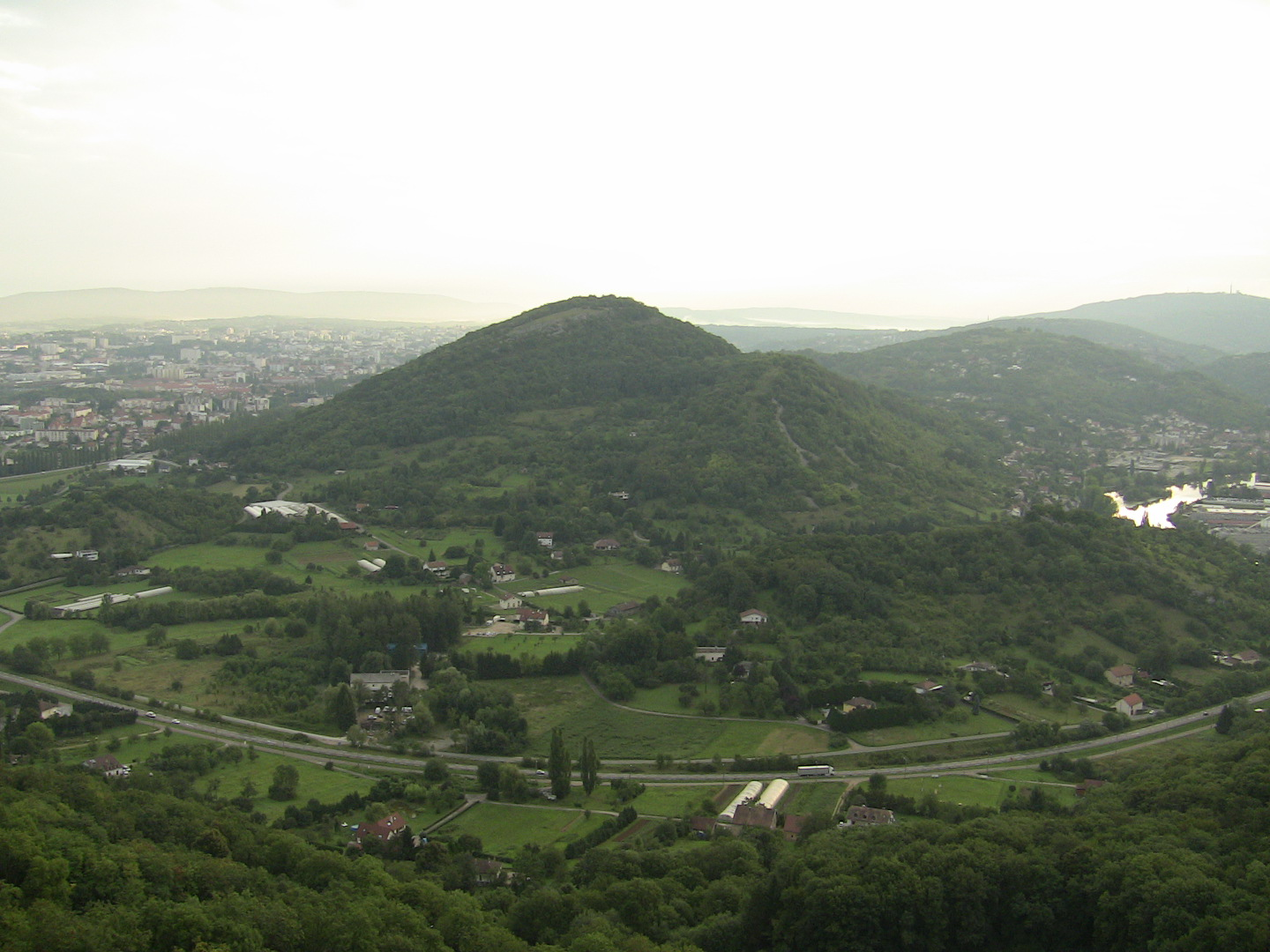
Les Vallières.

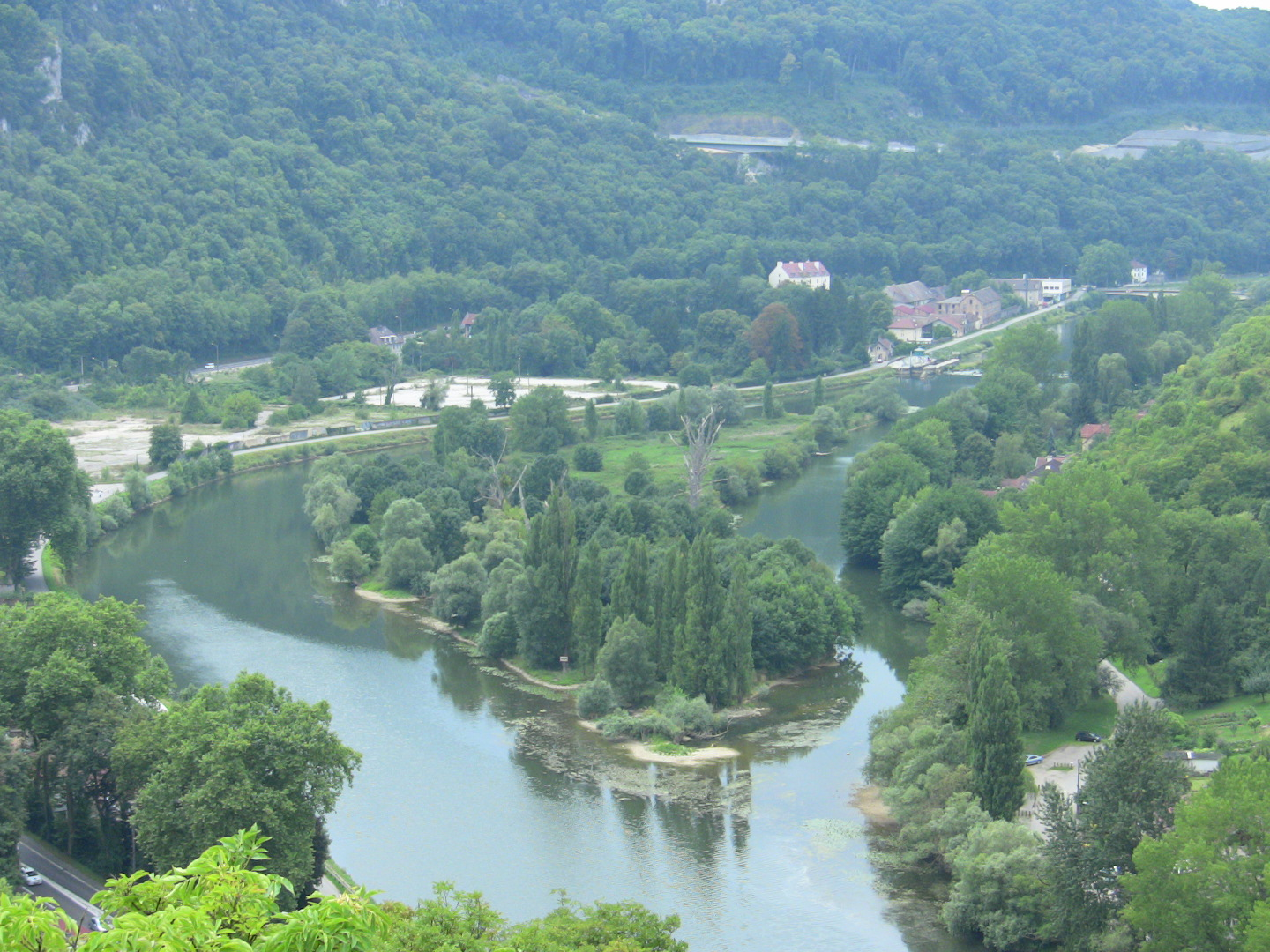
L'île de Malpas depuis le mont Saint-Étienne.

Le quartier de Velotte est divisé en quatre grands secteurs : Velotte (environ 1 300 habitants), Chaudanne (environ 300 habitants), Port Douvot (environ 300 habitants), Vallières (environ 50 habitants) et l' île de Malpas (inhabitée).

### Petit Chaudanne
Le secteur du petit Chaudanne est implanté sur une colline située au nord du quartier de Velotte. C’est dans ce secteur que se trouvent le fort du petit Chaudanne. Ce petit secteur est peu habité, et on peut y admirer, entre autres, la ville de Besançon grâce à un panorama prévu à cet effet.

### Port Douvot
Port Douvot est un des secteurs de Velotte, comprenant la grande majorité des équipements industriels du quartier, et la station d'épuration de la ville de Besançon. Le secteur est situé en majorité le long du Doubs, et comprend 200 habitants au maximum.

### Vallières
Les Vallières est un secteur périurbain situé à l'extérieur de la ville. Il a la particularité d'être à la fois un secteur de Planoise et un secteur de Velotte, bien qu'il ne compte qu'une cinquantaine d'habitants. Ce sont les Vallières nord qui sont situés dans le quartier de Velotte.

### Île de Malpas
L'île de Malpas, une île de quelques hectares, remarquable par sa faune avicole, qui s’est constituée à l'aval immédiat de la ville, au milieu du Doubs, et qui est aujourd'hui entièrement protégée. Les premiers cadastres concernant cette île remontent à 1939. À noter qu'une rue de Malpas existe dans le quartier de la Chapelle des Buis, et tirerait son nom des côtes abruptes de la colline Saint-Étienne, ses éboulements fréquents auraient donné le nom de « mauvais pas », devenu « Malpas ».

## Galerie

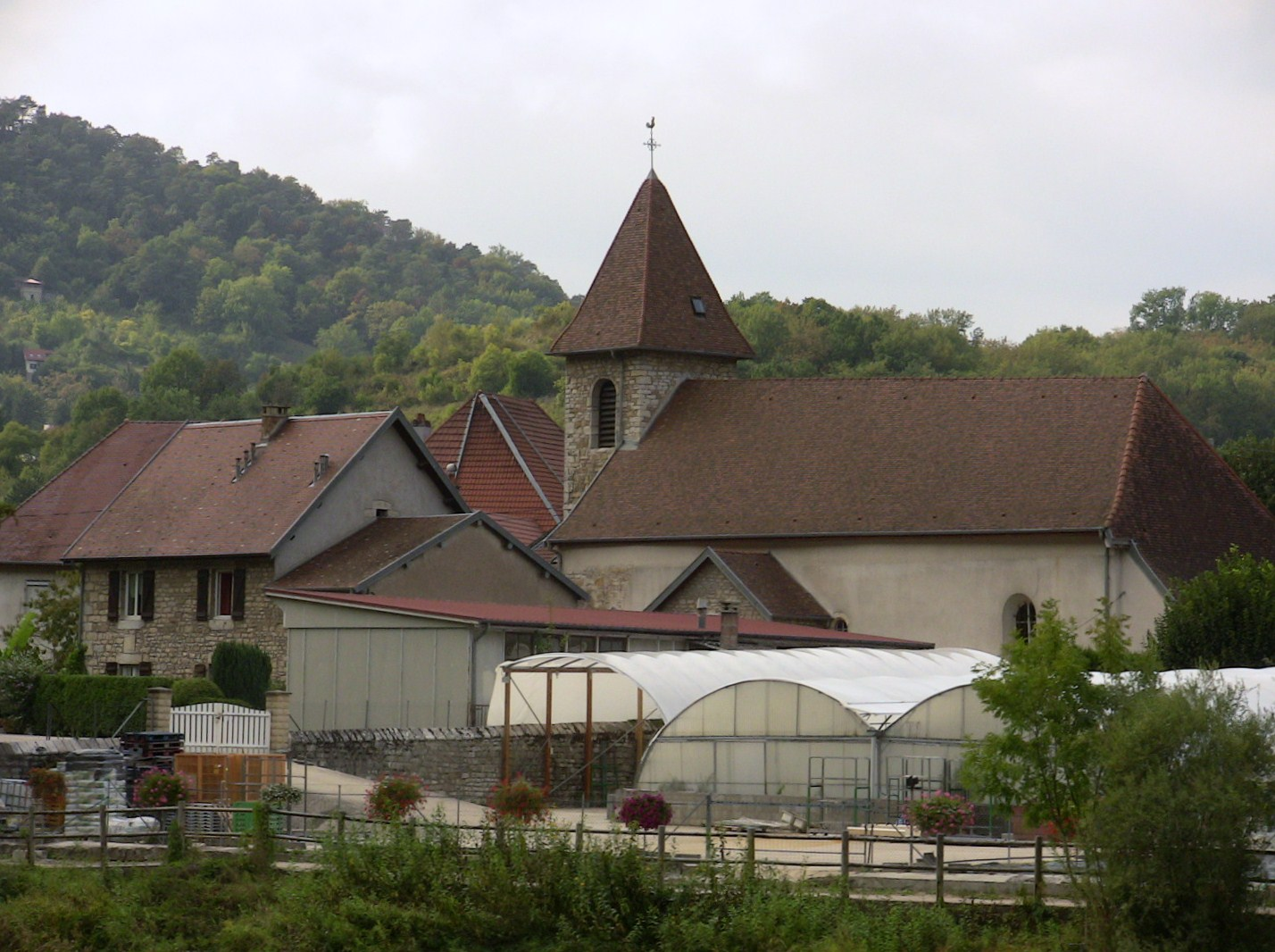
L'église Saint-Hippolyte.
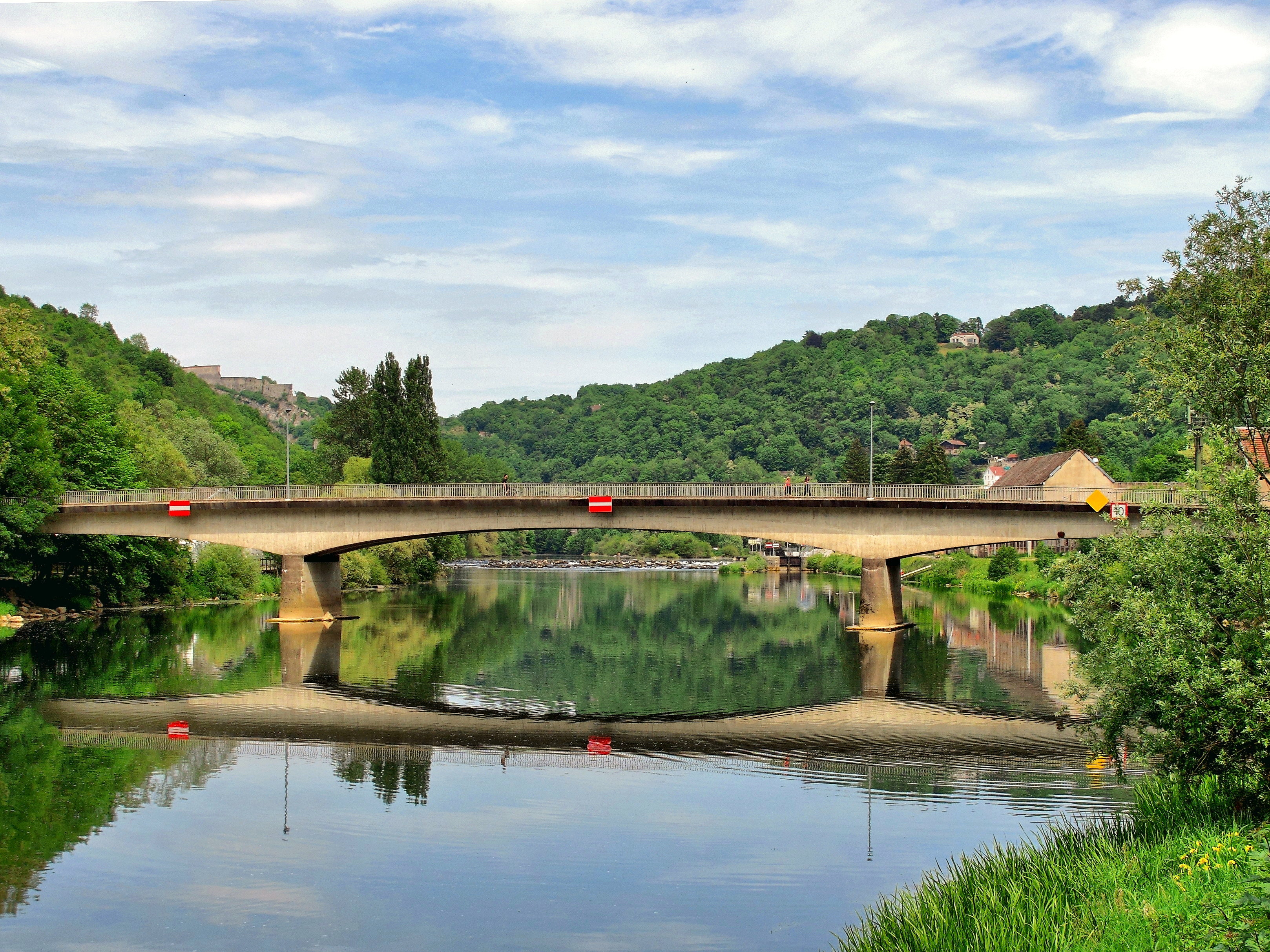
Le pont de Velotte.
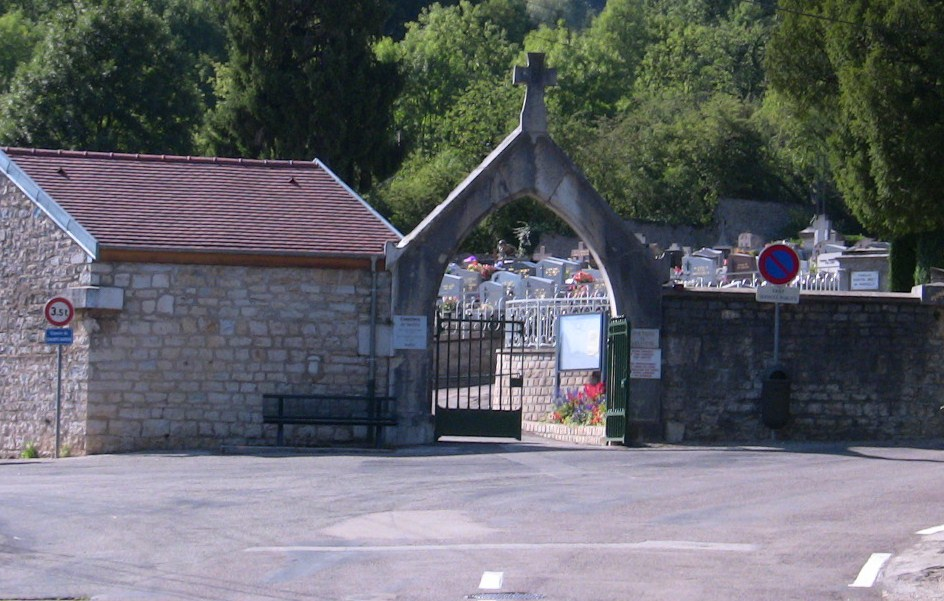
Entrée du cimetière.
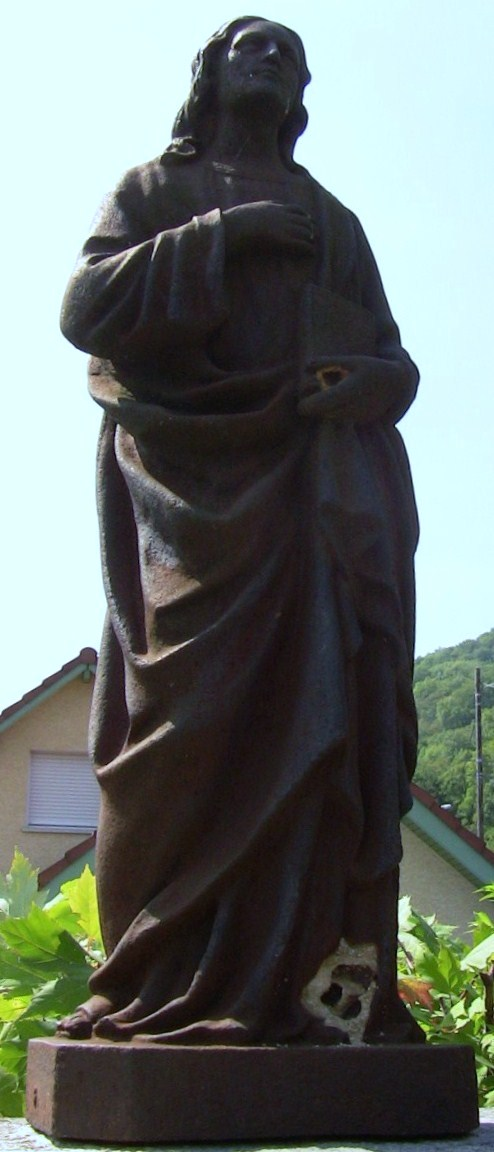
Une statue.
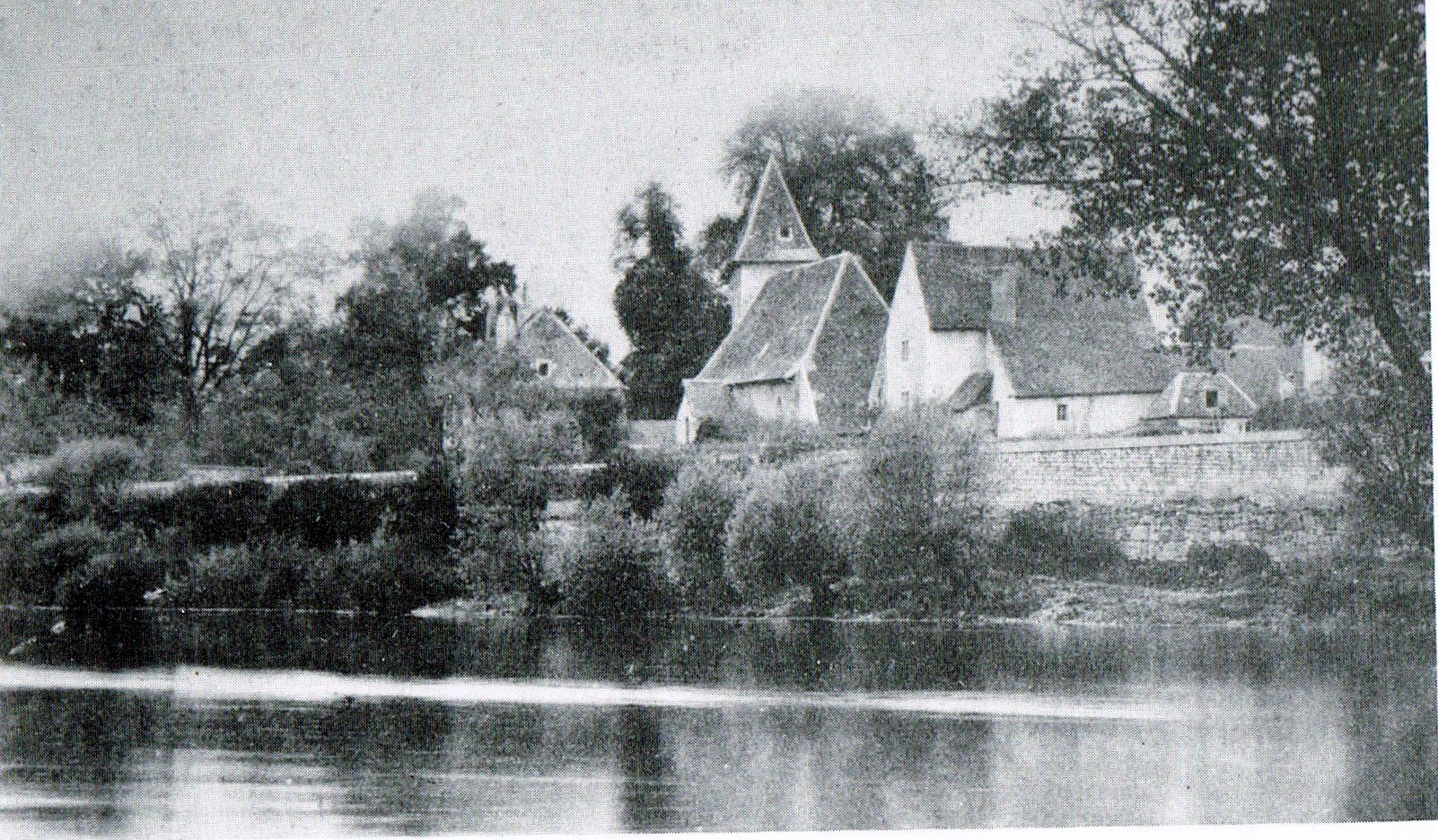
Velotte au début du XXe siècle.